# Anisopleura vallei
Anisopleura vallei – gatunek ważki z rodziny Euphaeidae.